# كينيشما
كينيشما (بالروسية: Кинешма) هي إحدى مدن روسيا في الكيان الفدرالي الروسي إيفانوفو أوبلاست.

## توأمة
لكينيشما اتفاقيات توأمة مع كل من:
- بارانافيتشي (1 يونيو 2002 - )
- غوداوتا
- فانتا

## أعلام
- نيكولاي كيزيليوف